# Lac de Pian Palù
Le lac de Pian Palù (en italien : lago di Pian Palù) est un bassin artificiel situé dans la commune de Peio, qui exploite les eaux du bassin du torrent Noce, un affluent droit du fleuve Adige. Le réservoir a été construit par la société Edisonvolta à Milan dans les années 50 à 1 800 m d'altitude. Il a une capacité de 15,5 millions de mètres cubes. 

## Accès
On peut y accéder à pied depuis Fontanino di Celentino, en 20 minutes environ.  

## Activités
Du lac de Pian Palù, partent de nombreux chemins : pour le bassin de Montozzo et le refuge Bozzi, pour le tour classique du lac jusqu'au refuge Palù, le chemin du refuge Paludei, le lac Stiel, le chemin du bivouac Ortler Skiers Battalion, le passo della Sforzellina, le Corno dei Tre Signori, les lacs de Vallumbrina, le val Piana, le val degli Orsi avec la possibilité d'atteindre la Punta San Matteo en passant par le bivouac de Meneghello.

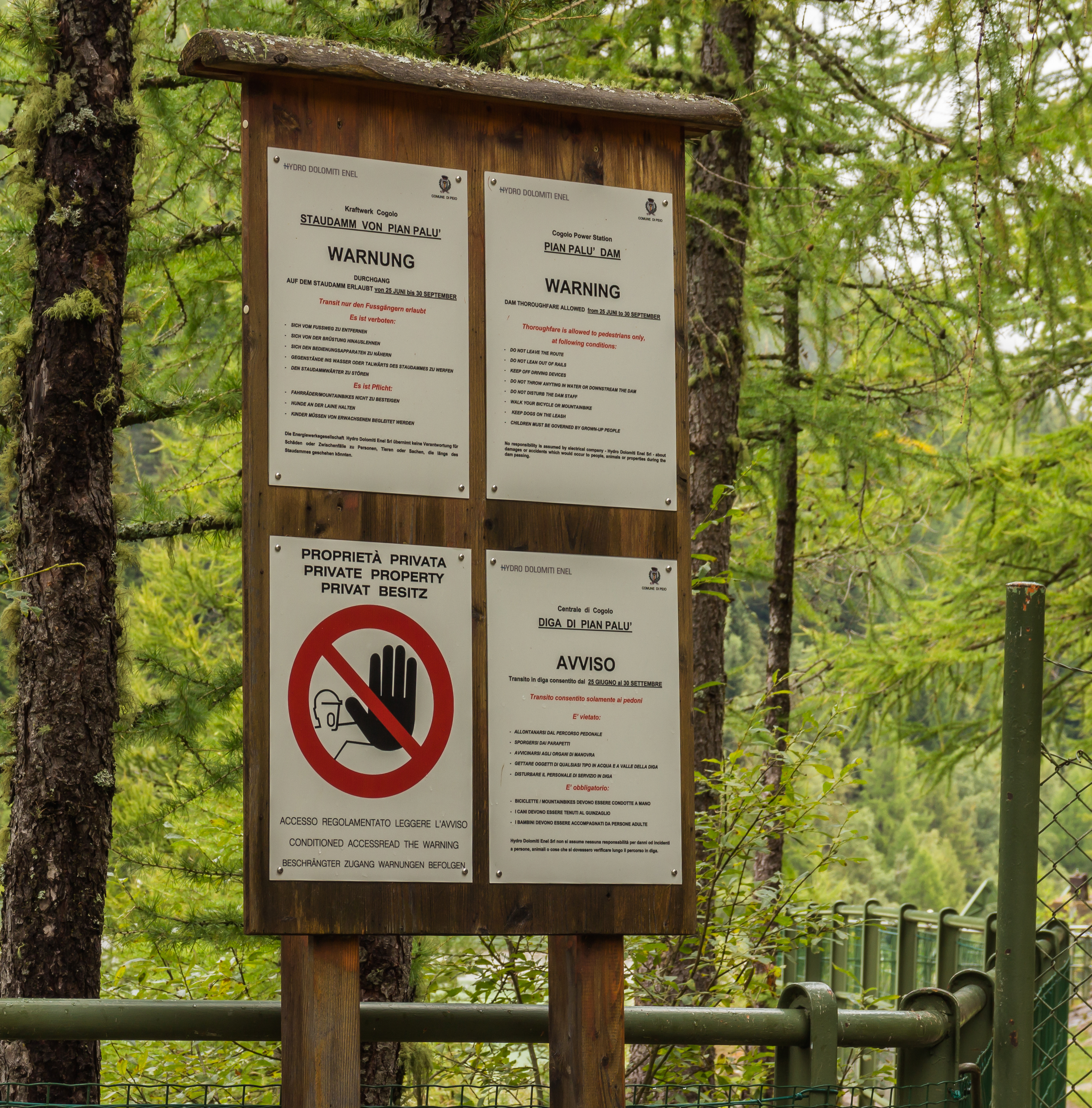
Panneaux d'information au lac artificiel de Pian Palù.
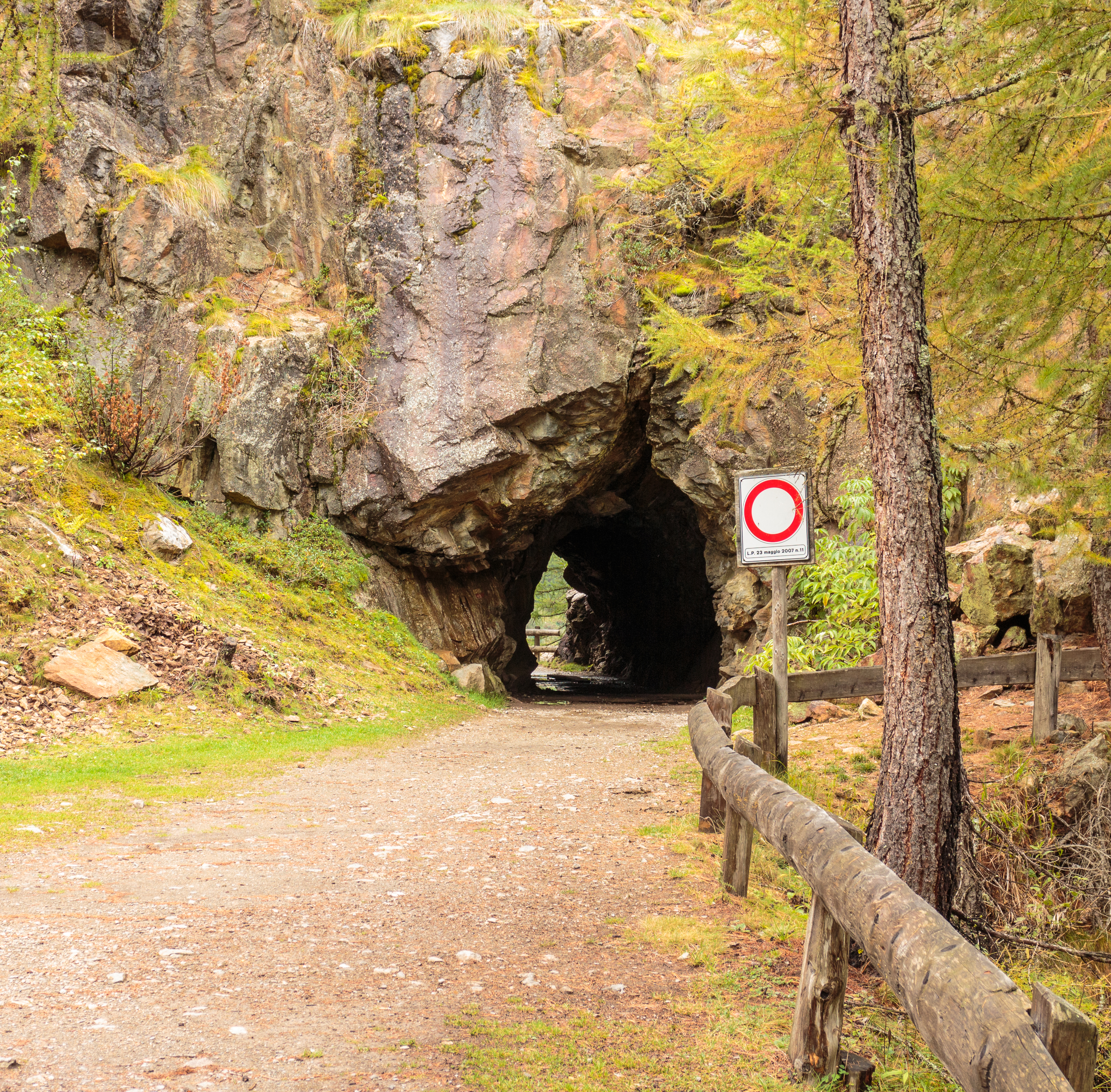
Tunnel le long du sentier du lac.
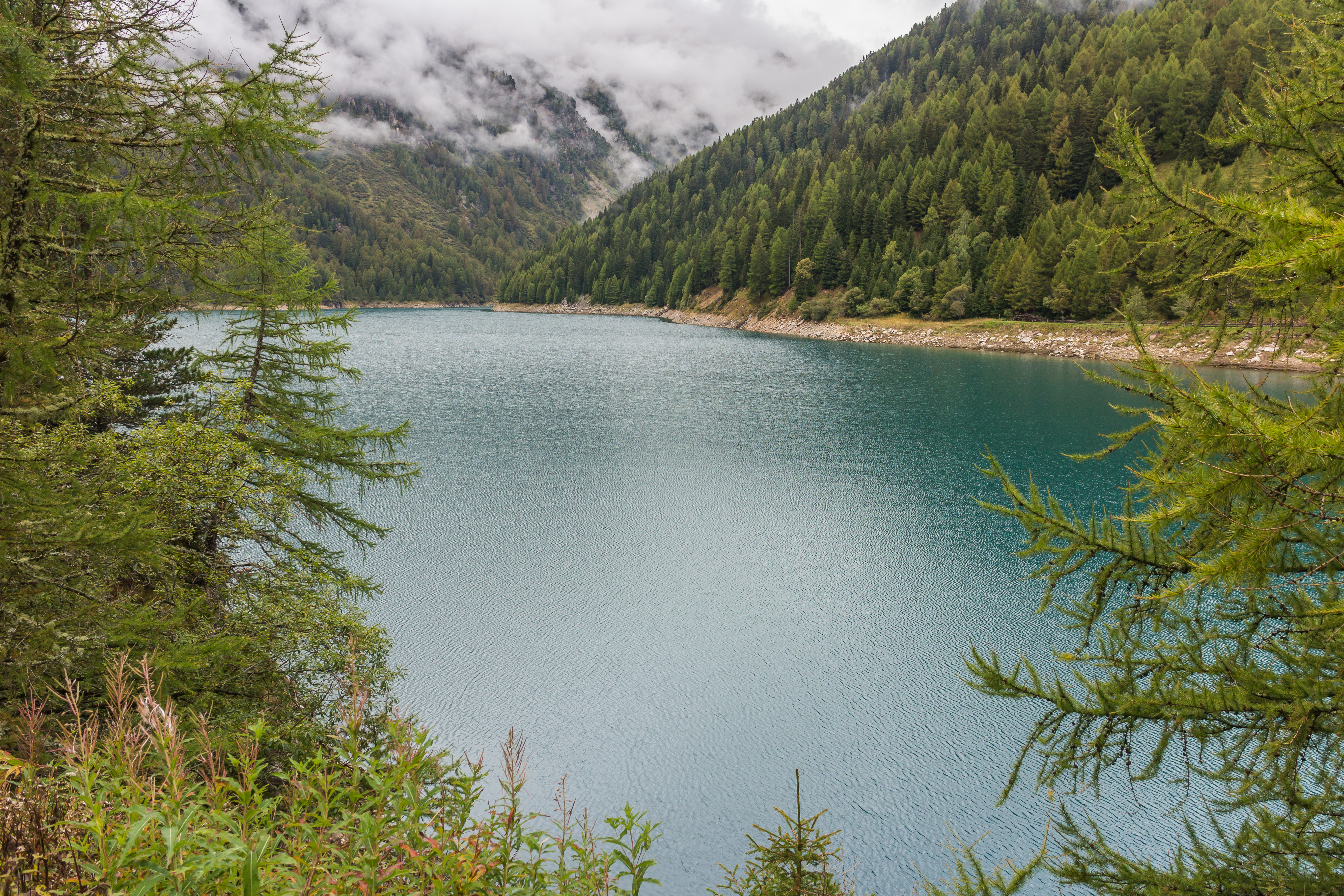
Vue du lac devant le barrage.